# اروچ‌لو (فکه)
اروچ‌لو (به ترکی استانبولی: Oruçlu) یک منطقهٔ مسکونی در ترکیه است که در فکه، ترکیه واقع شده‌است.